# Крус Гонсалес, Франсиско Хосе
Франси́ско Хосе́ Крус Гонса́лес (исп. Francisco José Cruz González; род. 1945) — мексикансккий дипломат и ученый. Чрезвычайный и Полномочный Посол Мексики в Польше и на Украине по совместительству (2001—2005).

## Биография
Родился в 1945 году. Окончил Ибероамериканский университет в Мехико по специальности правоведение и история. Владеет французским и английским языками, общается также на польском языке.
В 1962—1963 гг. — младший специалист Адвокатской конторы «Бремер, Кинтана, Вака, Роча, Обрегон и Мансера» в Мехико
В 1966—1967 гг. — начальник отдела международных договоров по гражданской авиации.
В 1968—1970 гг. — секретарь Департамента права
В 1970 г. — заместитель начальника отдела иностранных инвестиций в правительстве Мексики
В 1970 году начал дипломатическую карьеру сотрудником по вопросам интеллектуальной собственности Представительства Мексики в ООН в Женеве;
В 1970—1981 гг — преподаватель конституционного права, международного публичного права и иностранных Инвестиций в университете.
В 1973—1974 гг. — помощник министра промышленности и торговли по юридическим вопросам
В 1979 г. — юридический консультант предприятия «Астильерос унидос» в Мехико.
В 1985—1992 гг. — начальник канцелярии в Посольстве Мексики в Аргентине
В 1992—1994 гг. — преподаватель конституционного права, международного публичного права и иностранных Инвестиций в университете.
В 1992—1994 гг. — помощник Министра иностранных дел Мексики; начальник Управления международного сотрудничества.
В 1994—2001 гг. — Посол Мексики в Марокко, Мали, США, Кот Д’Ивуаре, Гане и Габоне.
В 2001—2006 гг. — Чрезвычайный и Полномочный Посол Мексики в Польше.
С 2001 по 2005 год — Чрезвычайный и Полномочный Посол Мексики на Украине по совместительству.
В настоящее время занимается исследованием европейской интеграции в докторантуре Университета Деусто, Испания. Читал лекции в университетах Мексики, Аргентины, Марокко, Польши и Украины.

## Автор научных работ
- «Иностранные инвестиции в Мексике»
- «Дипломатической отношения Мексики с Испанией, Чили, Израилем, Ватиканом».

## Автор книг
- «Cuentos de amor reincidente, Polonia la del corazón mediterráneo»
- «El cuento de la diplomacia Opowiesci dyplomacji»